# Der Bucklige, der Freund des Kaisers von China

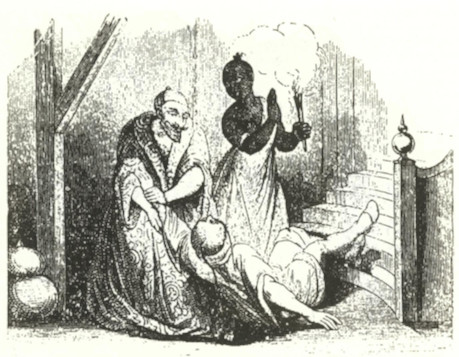
Holzschnitt von Friedrich Gross (vermutlich)

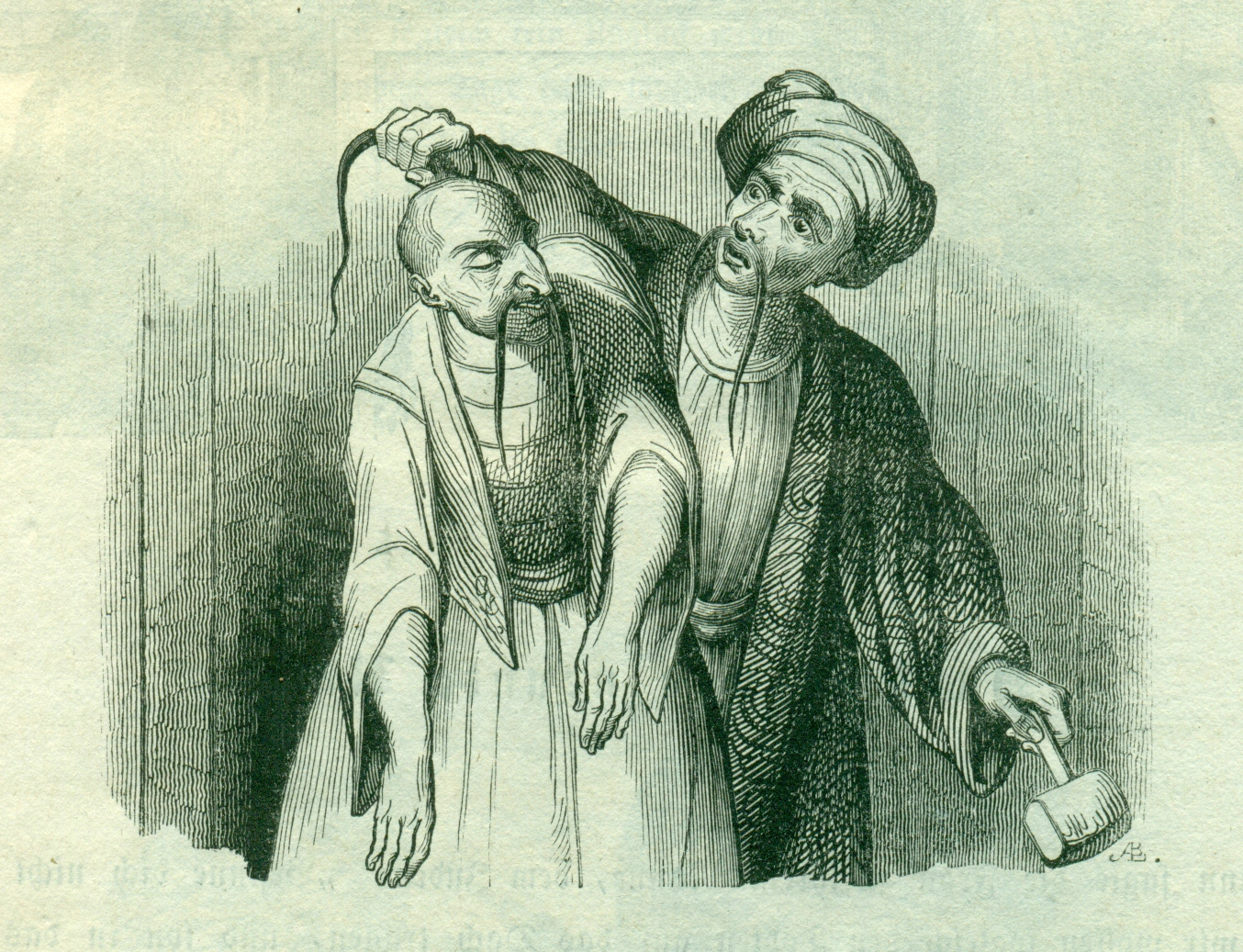
Holzschnitt von Friedrich Gross

Der Bucklige, der Freund des Kaisers von China ist ein Schwank aus Tausendundeine Nacht. Er steht in Claudia Otts Übersetzung als Der Bucklige, der Freund des Kaisers von China (Nacht 102–109, 169–170), bei Max Henning als Die Geschichte des Schneiders und des Buckligen, bei Gustav Weil als Geschichte des Buckligen.

## Inhalt
Ein Schneider lädt abends einen buckligen Spaßmacher ein. Beim Essen stopft er ihm Fisch in den Mund und er erstickt an der Gräte. Erschrocken tragen seine Frau und er den Toten zum Arzt und lassen ihn da auf der Treppe stehen. Der Arzt stolpert drüber, meint dann, er hätte ihn getötet, und lässt ihn vom Dach ins Haus des Küchenchefs herab. Der hält ihn für einen Vorratsdieb, schlägt ihn mit dem Hammer und trägt ihn in eine Ecke des Basars. Ein betrunkener Makler pinkelt da, meint, der wolle ihm den Turban runterreißen, haut zu und ruft den Nachtwächter, der ihn zum Wadi bringt. Er soll gehängt werden, da laufen nacheinander der Küchenchef, der Arzt und der Schneider herzu und jeder gesteht, dass er es war. Der König vermisst seinen buckligen Freund, hört davon und lässt sich erzählen.

## Einordnung

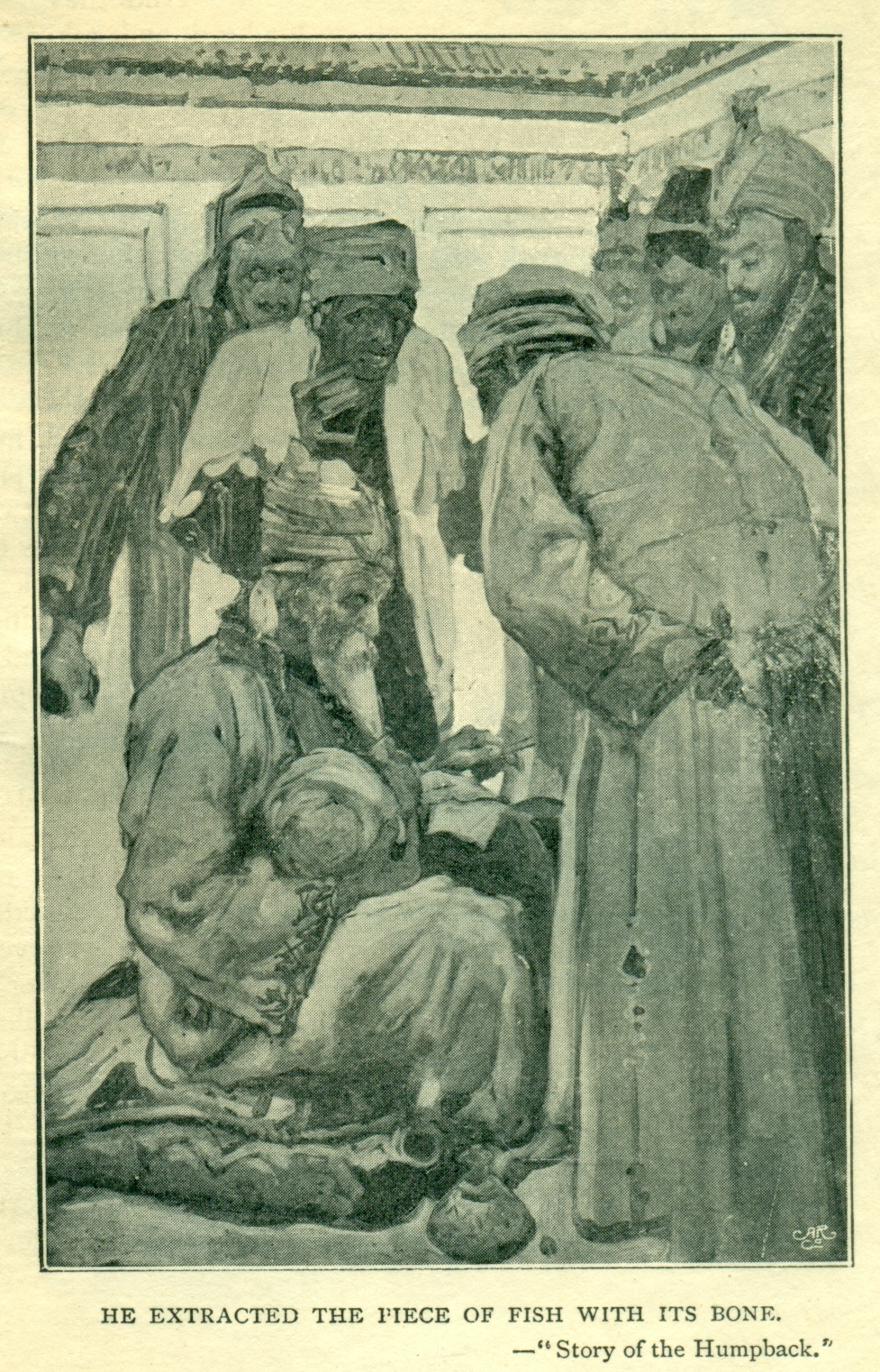
Illustration von Frank Brangwyn, 1895

Der Schwank spielt „in der Stadt Kaschgar“. Wālī ist ein leitender Verwaltungsbeamter, der König hier auch Kaiser von China. Dass der sich persönlich um muslimische Uiguren kümmert, ist freilich nicht realistisch. Dem Leitmotiv der Sammlung entsprechend, erzählen sie nun, damit er sie schont: Die Geschichte des christlichen Maklers: Der junge Mann mit der abgehackten Hand und die Dame, Die Geschichte des Küchenchefs: Der junge Mann aus Bagdad und die Sklavin Subeidas, der Gemahlin des Kalifen, Die Geschichte des jüdischen Arztes: Der junge Mann aus Mosul und die ermordete Dame, Die Geschichte des Schneiders: Der hinkende junge Mann aus Bagdad und der Friseur. Jener Friseur beendet schließlich den Spannungsbogen, indem er den Fisch aus dem Rachen holt, der Tote erwacht. Ähnliche Komik hat schon Die drei Äpfel.

## Rezeptionen
Kristine Tornquist schrieb Der Bucklige als Oper. Die Handlung ist nur zuletzt abgekürzt, ohne die Einbindung der Folgegeschichten.
Der Bucklige, der erst das Volk unterhält und dann versteckt wird, erscheint auch im Film Sumurun (1920), der Kaiser von China und sein Zwerg in Die Abenteuer des Prinzen Achmed (1926). In Arabian Nights – Abenteuer aus 1001 Nacht (2000) kommt als zweites der Schwank um den armen Buckligen. Der Chinese attackiert den vermeintlichen Einbrecher mit Kung Fu, der Engländer ist betrunken und der Sultan erkennt, dass es ein Unfall war.